# تنگ‌بید
تنگ‌بید، روستایی از توابع بخش مرکزی شهرستان بوئین میاندشت در استان اصفهان ایران است.

## جمعیت
این روستا در دهستان ییلاق قرار دارد و براساس سرشماری مرکز آمار ایران در سال ۱۳۸۵، جمعیت آن ۳۶ نفر (۷خانوار) بوده‌است.